# Двенадцать спутников
«Двенадцать спутников» — советский фильм 1961 года режиссёра Эразма Карамяна, по сюжету пьесы Николая Шундика.

## Сюжет
Пассажирский самолёт рейсом № 244 следующий маршрутом Москва-Ереван, обходя грозовой фронт над Главным Кавказским хребтом, отклоняется от трассы и теряет связь с землей. Горючее на исходе, и пилот делает почти невозможное: совершают посадку в районе одного из ледников. Это стоило жизни двум пассажирам, но остальные остались живы. Они оказываются в горах, скованных вечными снегами. Пилот, который в войну воевал в этих местах, понимает, что они попали в ледяную ловушку: единственный выход — через перевал, но он зимой неприступен, и надо ждать помощи с Большой земли.
Непогода мешает поисковой операции — самолеты, прочесывают квадрат за квадратом, но безрезультатно — мешает низкая облачность и туман.
К поиску подключают отряд альпинистов, но даже многоопытный альпинист Федосеев, который совершил немало восхождений, штурмовал Пик Победы, считает задачу практически невыполнимой.
Несколько суток герои проводят в горах, всё больше замерзая, запасы подходят к концу. И когда уже им нужна немедленная помощь, они её должны сами оказать — неподалеку от лагеря они находят полузамерзшую девушку-геолога…

## В ролях
- Гурген Тонунц — Тигран Багратунян, пилот
- Маргарита Корабельникова — стюардесса
- Гурген Джанибекян — Хачатур
- Давид Малян — Минасян
- Тамара Оганезова — Шахвердян
- Валентина Хмара — Лена
- Марина Тбилели — Зарун
- Владимир Татосов — Жора
- Геннадий Юхтин — Ромашкин
- Виктор Чекмарёв — Берберян
- Феликс Яворский — Игорь
- Армен Джигарханян — Федосеев
- Е. Чарян — геолог

## Литературная основа
В основе сюжета фильма пьеса Николая Шундика «Сигнальный костер» (1955; другое название — « Двенадцать спутников»).
Хотя пьеса получила невысокую оценку критиков, тем не менее была поставлена на сценах ряда провинциальных театров страны.
Пьеса была написана автором в 1953 году в Хабаровске, и самолёт в ней терпит крушение над дальневосточной тайгой.

Сценаристы фильма ремесленнически подошли к своей работе, изменив лишь имена русских на армянские, а местом действия просто обозначили Кавказ, вместо тайги.— Армянская художественная кинематография / Сабир Ризаев. — Издательство АН Армянской ССР, 1963. — 383 с. — стр. 315

Сценаристы М. Шатирян и М. Овчинников не внесли чего-нибудь существенно нового в пьесу: в основном они сменили русские имена на армянские, а некоторые женские роли — на мужские и т. д. Многие замены и добавления, которые сделаны сценаристами, кажутся необязательными: выкинутые из пьесы сцены отнюдь не уступают тем, которые предпочтены им. Создается впечатление, что изменения внесены лишь в той мере, в какой они были необходимы для признания нового авторства.— Кинематография Армении / Анри Вартанов — М.: Издательство восточной литературы, 1962. — 346 с. — стр. 116

## Критика
Фильм был резко раскритикован:

Поверхностным, антихудожественным оказался фильм Э. Карамяна «Двенадцать спутников». Судьба пассажиров потерпевшего аварию самолета могла послужить поводом для рассказа о советских людях, об их моральных качествах, если бы сценарий, а вместе с ним и фильм не страдали абсолютной прямолинейностью, примитивным и лобовым видением человеческих взаимоотношений, ложным, давно развенчанным советским киноискусством казенным пафосом, отсутствием даже намека на живые характеры.

В этом фильме, начиная от грубых декораций, кончая поведением людей, все оказалось фальшивым искусственным.— Армянская художественная кинематография / Сабир Ризаев. — Издательство АН Армянской ССР, 1963. — 383 с. — стр. 315

Режиссер каждой сценой картины восстает против жизненной достоверности показываемого на экране, против точности воссоздания самих фактов. Карамян сознательно стремится перенести центр тяжести с событий на отношение к ним двенадцати спутников. Он пытается противопоставить правде фактов правду переживаний и борьбы страстей. На экране, по сути, нет ничего из того, что составляло бы картину происходящих событий: она заменена длинными и чаще всего беспредметными разговорами.— Кинематография Армении / Анри Вартанов — М.: Издательство восточной литературы, 1962. — 346 с. — стр. 118
При этом, критика с пониманием отнеслась к актёрской игре, ответственность за её недостоверность полностью возложив на режиссёра:

Построив горную пещеру в павильоне, сделав ее просторной и комфортабельной, он создал актерам условия, максимально приближенные к театральным. В итоге исполнителей ролей можно всех без исключения упрекнуть в театральности. Даже такие талантливые, чуждые всякой фальши киноактеры, как Юхтин, Чекмарев, Тонунц, чувствуют себя перед аппаратом как на подмостках сцены. Недостоверность приводит к тому, что сюжет, освобожденный от драматизма подлинности, воспринимается как набор штампов.— Кинематография Армении / Анри Вартанов — М.: Издательство восточной литературы, 1962. — 346 с. — стр. 118